# Nippon Ichi Software
Nippon Ichi Software, Inc. (日本一ソフトウェア Nippon Ichi Sofutowea) (còn có tên là Prism Kikaku Ltd. từ tháng 7 năm 1993 đến tháng 7 năm 1995) là một hãng phát triển và phát hành trò chơi video của Nhật Bản. Họ tham gia sản xuất các tựa game nổi tiếng như Disgaea: Hour of Darkness, Phantom Brave, La Pucelle: Tactics và Rhapsody: A Musical Adventure.
Nippon Ichi Software thành lập vào tháng 9 năm 1991 ở Gifu, Nhật Bản, như một công ty phần mềm giải trí. Nó được di dời và tái kết hợp vào ngày 12 tháng 7 năm 1993. Từ đó Nippon Ichi Software, Inc. đã phát triển thành một công ty quốc tế tập trung vào sáng tác các trò chơi video trên các nền máy cầm tay console hiện đại. NIS America, Inc. là công ty con của Nippon Ichi Software, được thành lập và hoạt động ở Bắc Mỹ vào ngày 24 tháng 12 năm 2003. Đặt trụ sở tại Santa Ana, California, NIS America đảm nhiệm các hoạt động bao gồm bản địa hóa, tiếp thị, và phát hành các tác phẩm của Nippon Ichi.

### Các trò chơi đã phát triển
- Disgaea: Hour of Darkness
- Disgaea 2: Cursed Memories
- Disgaea 3: Absence of Justice
- Disgaea 4: A Promise Unforgotten
- Disgaea Infinite
- Doki Doki Shutter Chance
- Jigsaw Party
- Jigsaw Land: Japan Graffiti
- Jigsaw Madness
- Jigsaw World
- La Pucelle: Tactics
- Makai Kingdom: Chronicles of the Sacred Tome
- Phantom Brave
- Prinny: Can I Really Be the Hero?
- Prinny 2: Dawn of Operation Panties, Dood!
- Rhapsody: A Musical Adventure
- Soul Nomad & the World Eaters
- Souryu: Logical Mahjong
- The Oni Taiji: Mezase! Nidaime Momotarou
- Z.H.P. Unlosing Ranger VS Darkdeath Evilman

### Các trò chơi phát hành ở Nhật Bản
- Jigsaw World (Phát triển/Phát hành) - PS1 (02/03/95)
- The Oni Taiji: Mezase! Nidaime Momotarou (Phát triển/Phát hành) - PS1 (10/13/95)
- Jigsaw Land: Japan Graffiti (Phát triển/Phát hành) - PS1 (09/13/96)
- Souryu: Logical Mahjong (Phát triển/Phát hành) - PS1 (12/20/96)
- Doki Doki Shutter Chance (Phát triển/Phát hành) - PS1 (10/23/97)
- SatelliTV (Phát triển/Phát hành) - PS1 (01/08/98)
- Cooking Fighter Hao (Phát triển/Phát hành) - PS1 (05/21/98)
- The Adventure of Puppet Princess (Phát triển/Phát hành) - PS1 (12/17/98) bản địa hóa thành Rhapsody: A Musical Adventure
- Logic Mahjong Souryu (Phát triển/Phát hành) - PS1 (05/04/99)
- Little Princess: Maru Oukoku no Ningyou Hime 2 (Phát triển/Phát hành) - PS1 (11/25/99)
- Tenshi no Present: Marle Oukoku Monogatari (Phát triển/Phát hành) - PS2 (12/21/00)
- Marl de Jigsaw (Phát triển/Phát hành) - PS2 (11/15/01)
- La Pucelle (Phát triển/Phát hành) - PS2 (01/31/02) bản địa hóa thành La Pucelle: Tactics
- Marl Jong!! (Phát triển/Phát hành) - PS1 (04/24/02)
- Makai Senki Disgaea (Phát triển/Phát hành) - PS2 (01/30/03) bản địa hóa thành Disgaea: Hour of Darkness
- Marujan!! (Phát triển/Phát hành) - PS1 (04/24/03)
- Phantom Brave (Phát triển/Phát hành) - PS2 (01/22/04)
- Iris no Atelier: Eternal Mana - Limited Edition (Phát triển bởi Gust) (Phát hành) - PS2 (05/27/04) bản địa hóa thành Atelier Iris: Eternal Mana
- Hayari Gami (Phát triển/Phát hành) - PS2 (08/05/04)
- La Pucelle: Hikari no Seijo Densetsu Nishuu (Phát triển/Phát hành) - PS2 (10/21/04)
- Phantom Kingdom (Phát triển/Phát hành) - PS2 (03/18/05) bản địa hóa thành Makai Kingdom: Chronicles Of The Sacred Tome
- Eien no Aseria: The Spirit of the Eternity Sword (Phát triển/Phát hành) - PS2 (05/12/05)
- Hayarigami Revenge (Phát triển/Phát hành) - PS2 (07/14/05)
- Tristia of the Deep-Blue Sea (Phát triển/Phát hành) - PS2 (08/11/05)
- Rasetsu Alternative (Phát triển) (Phát hành bởi Kogado Studio) - PS2 (10/13/05)
- Hayarigami Portable (Phát triển/Phát hành) - PSP (12/15/05)
- Makai Senki Disgaea 2 (Phát triển/Phát hành) - PS2 (02/23/06) bản địa hóa thành Disgaea 2: Cursed Memories
- Makai Senki Disgaea Portable (Phát triển) - PSP (11/30/06) bản địa hóa thành Disgaea: Afternoon of Darkness
- Soul Cradle (Phát triển) - PS2 (01/25/07) - bản địa hóa thành Soul Nomad & the World Eaters
- GrimGrimoire (Phát triển bởi Vanillaware) (Phát hành) - PS2 (04/12/07)
- Hayarigami 2 (Phát triển/Phát hành) - PS2 (11/15/07)
- Makai Senki Disgaea 3 (Phát triển/Phát hành) - PS3 (01/31/08) bản địa hóa thành Disgaea 3: Absence of Justice
- Cross Edge - (Phát triển bởi Idea Factory, hợp tác với NIS, Capcom, Gust, và Namco Bandai) (Phát hành bởi Compile Heart) - PS3 (09/25/08)
- Makai Senki Disgaea 2 Portable - (Phát triển/Phát hành) - PSP (4/3/09)
- Cross Edge Dash - (Phát triển bởi Idea Factory, hợp tác với NIS, Capcom, Gust, và Namco Bandai) (Phát hành bởi Compile Heart) - 360 (08/01/09)
- A Witch's Tale - (Phát triển bởi Hit Maker) (Phát hành) Nintendo DS (2009)
- Let's Hitchhike - (Phát triển bởi DropWave) (Phát hành) - WiiWare (2009)
- Phantom Brave: We Meet Again - (Phát triển/Phát hành) - Wii (June 2009)
- Makai Senki Disgaea: Infinite - (Phát triển/Phát hành) - PSP (11/1/2009)
- La Pucelle: Ragnarok - (Phát triển/Phát hành) - PSP (11/26/09)
- Last Rebellion - (Phát triển bởi Hit Maker) (Phát triển/Phát hành) - PS3 (1/28/2010)
- Prinny: Can I Really Be the Hero? 2 - PSP (3/25/2010)
- Zettai Hero Kaizou Keikaku - PSP (3/11/2010)
- Classic Dungeon: Fuyoku no Masoujin - PSP (2/18/2010)
- Criminal Girls - PSP (11/18/2010)
- Blue Roses: Yousei to Aoi Hitomi no Senshitachi - PSP (9/16/2010)
- Phantom Brave: The Hermuda Triangle - PSP (03/08/2011)
- Disgaea 4: A Promise Unforgotten - PS3 (24 tháng 2 năm 2011)
- Makai Kingdom Portable - PSP (22 tháng 9 năm 2011)

### Các trò chơi phát hành ở châu Âu
- Disgaea: Hour of Darkness (Phát triển) (Phát hành bởi Koei) - PS2 (05/28/04)
- La Pucelle: Tactics (Phát triển) (Phát hành bởi Koei) - PS2 (04/01/05)
- Phantom Brave (Phát triển) (Phát hành bởi Koei) - PS2 (02/04/05)
- Makai Kingdom: Chronicles of the Sacred Tome (Phát triển/Phát hành) - PS2 (10/25/05)
- Atelier Iris: Eternal Mana (Phát triển) (Phát hành bởi Koei) - PS2 (03/17/06)
- Atelier Iris 2: The Azoth of Destiny (Phát triển) (Phát hành bởi Koei) - PS2 (09/26/06)
- Disgaea 2: Cursed Memories (Phát triển/Phát hành) - PS2 (11/03/06)
- Blade Dancer: Lineage of Light (Phát triển bởi Hit Maker) (Phát hành) - PSP (02/09/07)
- Atelier Iris 3: Grand Phantasm (Phát triển bởi Gust Corporation) - PS2 (07/27/07)
- Generation of Chaos (Phát triển) (Phát hành) - PSP (09/14/07)
- GrimGrimoire (Phát triển bởi Vanillaware) - PS2 (09/28/07)
- Soul Nomad & the World Eaters (Phát triển) - PS2 (06/20/08)
- Disgaea 3: Absence of Justice (Phát triển bởi Nippon Ichi) (Phát hành bởi Square Enix) - PS3 (02/30/09)
- Rhapsody: A Musical Adventure (Phát triển/Phát hành) - DS (03/27/09)
- Disgaea DS (Phát triển/Phát hành) - DS (3/04/09)
- Ar tonelico II: Melody of Metafalica (Phát triển bởi Gust Corporation) (Phát hành)
- Last Rebellion - (Phát triển bởi Hit Maker) (Phát triển/Phát hành) - PS3 (3/26/2010)
- Sakura Wars: So Long, My Love - (Phát triển bởi Sega) (Phát hành) (Distributed by TECMO KOEI) - Wii (tháng 4 năm 2010)
- Hyperdimension Neptunia (Phát hành) - PS3 (4 tháng 3 năm 2011)
- Ar tonelico Qoga: Knell of Ar Ciel (Phát triển bởi Gust) (1 tháng 4 năm 2011)
- Disgaea 4: A Promise Unforgotten - PS3 (4 tháng 11 năm 2011)

### Các trò chơi phát hành ở Bắc Mỹ
- Pieces (Phát triển) (Phát hành bởi Atlus) - Super NES (1994)
- Rhapsody: A Musical Adventure (Phát triển) (Phát hành bởi Atlus) - PS1 (03/30/00)
- Jigsaw Madness (Phát triển) (Phát hành bởi XS Games) - PS1 (12/01/02)
- Disgaea: Hour of Darkness (Phát triển) (Phát hành bởi Atlus) - PS2 (08/27/03)
- La Pucelle: Tactics (Phát triển) (Phát hành bởi Mastiff) - PS2 (05/04/04)
- Phantom Brave (Phát triển/Phát hành) - PS2 (08/31/04)
- Atelier Iris: Eternal Mana (Phát triển bởi Gust Corporation) (Phát hành) - PS2 (06/28/05)
- Makai Kingdom: Chronicles of the Sacred Tome (Phát triển/Phát hành) - PS2 (07/26/05)
- Generation of Chaos (Phát triển bởi Idea Factory) (Phát hành) - PSP (02/28/06)
- Atelier Iris 2: The Azoth of Destiny (Phát triển bởi Gust Corporation) (Phát hành) - PS2 (04/25/06)
- Blade Dancer: Lineage of Light (Phát triển bởi Hit Maker) (Phát hành) - PSP (07/18/06)
- Disgaea 2: Cursed Memories (Phát triển/Phát hành) - PS2 (08/29/06)
- Spectral Souls (Phát triển bởi Idea Factory) (Phát hành) - PSP (09/26/06)
- Ar tonelico: Melody of Elemia (Phát triển bởi Gust Corporation) (Phát hành) - PS2 (2/7/2007)
- Aedis Eclipse: Generation of Chaos (Phát triển bởi Idea Factory) - PSP (05/24/07)
- Atelier Iris 3: Grand Phantasm (Phát triển bởi Gust Corporation) - PS2 (05/29/07)
- GrimGrimoire (Phát triển bởi Vanillaware) - PS2 (06/26/07)
- Dragoneer's Aria (Phát triển bởi Hit Maker) - PSP (08/21/07)
- Soul Nomad and the World Eaters (Phát triển) - PS2 (9/25/07)
- Disgaea: Afternoon of Darkness (Phát triển) - PSP (10/30/07)
- Mana Khemia: Alchemists of Al-Revis (Phát triển bởi Gust Corporation) - PS2 (03/31/08)
- Disgaea 3: Absence of Justice (Phát triển) - PS3 (08/26/08)
- Rhapsody: A Musical Adventure - DS (09/23/08)
- Disgaea DS (Phát triển/Phát hành) - DS (09/25/08)
- Ar tonelico II: Melody of Metafalica (Phát triển bởi Gust Corporation) (Phát hành) - PS2 (01/20/09)
- Prinny: Can I Really Be the Hero? (Phát triển/Phát hành) - PSP (02/17/09)
- Mana Khemia: Student Alliance - (Phát triển bởi Gust Corporation) (Phát hành) - PSP (03/10/09)
- Puchi Puchi Virus - (Phát triển bởi KeysFactory) (Phát hành) - DS (5/19/09)
- Cross Edge - (Phát triển bởi Idea Factory) (Phát hành) - PS3 (05/26/09)
- Holy Invasion Of Privacy, Badman! What Did I Do To Deserve This? - (Phát triển bởi ACQUIRE) (Phát hành) - PSP (07/16/09)
- Disgaea 2: Dark Hero Days - (Phát triển) (Phát hành bởi NIS America) - PSP (09/08/09)
- Phantom Brave: We Meet Again - (Phát triển/Phát hành) - Wii (June 2009)
- Last Rebellion - (Phát triển bởi Hit Maker) (Phát triển/Phát hành) - PS3 (2/23/2010)
- Sakura Wars: So Long, My Love - (Phát triển bởi Sega) (Phát hành) - PS2, Wii (3/30/2010)
- Disgaea Infinite - (Phát triển/Phát hành) - PSP (6/8/2010)
- Cladun: This is an RPG - PSP (9/7/2010)
- Atelier Rorona: The Alchemist of Arland (Phát triển bởi Gust) - PS3 (9/28/10)
- Z.H.P. Unlosing Ranger VS Darkdeath Evilman - PSP (10/26/10)
- Prinny 2: Dawn of Operation Panties, Dood! - (Phát triển/Phát hành) PSP (tháng 1 năm 2011)
- Hyperdimension Neptunia (Phát hành) - PS3 (15 tháng 2 năm 2011)
- Phantom Brave: The Hermuda Triangle - PSP (ngày 8 tháng 3 năm 2011)
- Ar tonelico Qoga: Knell of Ar Ciel (Phát triển bởi Gust) (15 tháng 3 năm 2011)
- Disgaea 4: A Promise Unforgotten - PlayStation 3 (6 tháng 9 năm 2011)
- Atelier Totori: The Adventurer of Arland (Phát triển bởi Gust) - PS3 (27 tháng 9 năm 2011)
- Cave Story 3D - Nintendo 3DS (8 tháng 11 năm 2011)
- Hyperdimension Neptunia Mk2 - PlayStation 3 (28 tháng 2 năm 2012)
- Disgaea 3: Absence of Justice - PlayStation Vita (17 tháng 4 năm 2012)
- Atelier Meruru: The Apprentice of Arland - PlayStation 3 (xuân năm 2012)

### Tác phẩm bị hủy bỏ
- Makai Wars (Phát triển) - PS3, PSP

### Tác phẩm dự kiến
- Labyrinth Tower: Legacista (Phát triển bởi NIS subsidiary System Prisma) - PS3 (15 tháng 3 năm 2012)

## Phương tiện truyền thông khác

### Anime
- Makai Senki Disgaea. Hãng sản xuất: Oriental Light and Magic.
- Eien no Aseria - The Spirit of the Eternity Sword (OVA). Hãng sản xuất: Studio Matrix.
- Pandora Hearts. Hãng sản xuất: XEBEC

#### Phát hành ở Bắc Mỹ[3]
- Anohana: The Flower We Saw That Day
- Arakawa Under the Bridge
- Brave10
- Bunny Drop
- Daily Lives of High School Boys
- Dororon Enma-kun (2011 series)
- House of Five Leaves
- Katanagatari
- Kimi ni Todoke
- Natsume's Book of Friends
- Persona: Trinity Soul
- Pandora Hearts
- Occult Academy
- Our Home's Fox Deity.
- Toradora!
- Wagnaria!!